# Rubén Miño
Rubén Miño Peralta (Cornellà de Llobregat, 18 gennaio 1989) è un calciatore spagnolo, portiere del Cornellà.

## Carriera

### Club
Cresciuto nelle giovanili del Barcellona, viene aggregato alla squadra B del club blaugrana. Debutta in prima squadra il 14 agosto 2010 nell'andata della Supercoppa di Spagna contro il Siviglia, vinta 3-1 dagli andalusi. Il 5 luglio 2012 viene acquistato a titolo definitivo dal Maiorca, firmando un contratto quadriennale con il club.

### Nazionale
Colleziona 2 presenze con la selezione Under-21 della Spagna. Prende parte alla vittoriosa spedizione all'Europeo Under-21 2011, senza però scendere in campo nel corso della manifestazione.

## Palmarès

### Club

#### Competizioni nazionali
- Supercoppa di Spagna: 1

Barcellona: 2010

#### Competizioni internazionali
- Coppa del mondo per club: 1

Barcellona: 2009

### Nazionale
- Campionato d'Europa Under-21: 1

Danimarca 2011